# Operation 7
Operation 7 — массовый многопользовательский шутер от первого лица разработанный корейской компанией Mgame. В России игра издается(издавалась) компанией Belver. Игра распространяется по модели Free-To-Play (F2P, FTP).Проект в настоящее время закрыт. Дальнейшая судьба неизвестна.

## Геймплей
Игроки делятся на две команды и воюют друг с другом. В Operation 7 нет деления на террористов и контртеррористов, пользователи просто разбиваются на безымянные группировки наемников.

## Персонаж
В игре присутствует система Рангов. Начиная свой путь рядовым первого уровня, игрок может прокачать своего персонажа до Полковника (61й уровень).
(1-5 ур. - Рядовой, 
6-11 ур. - Ефрейтор, 
12-26 ур. - Сержант, 
27-36 - Старшина, 
37-47 - Лейтенант, 
48-55 - Капитан, 
56-60 - Майор, 
61 - Полковник)
После достижения максимального звания(Полковника 61й) игрок продолжает получать опыт и золото.
В отличие от RPG, звание никак не влияет на характеристики персонажа, но дает доступ к новому, более мощному оружию. Убивая врагов, пользователи получают деньги и опыт. Деньги тратятся на покупку нового снаряжения, оружия и боеприпасов, а опыт нужен для получения нового уровня.

## Режимы игры
- Смертельный матч (бой без правил)

Выигрывает та команда, которая уничтожит большее количество противников с наименьшими потерями. После смерти игроки вновь появляются на карте сражения через несколько секунд.
- Охота за головами

Игроки должны защитить своего лидера от членов другой команды, уничтожив при этом вражеского лидера. После смерти игроки вновь появляются на карте сражения через несколько секунд.
- Выживание

Побеждает та команда, у которой в конце раунда останется хотя бы один игрок. Игроки имеют только одну игровую жизнь.
- Диверсия (подрывное дело)

Игроки одной команды должны защищать объект от уничтожения игроками другой команды. Игроки имеют только одну игровую жизнь.
- Территориальное доминирование (удержание линии)

Выигрывает та команда, игроки которой захватят и удержат наибольшее количество флагов на карте. После смерти игроки вновь появляются на карте сражения через несколько секунд.
- Золотая Лихорадка

Одна команда с 0 золотых должна отобрать 500 золотых у противника, защищающего богатство. Побеждает та команда, на счету которой больше игрового золота в конце раунда. Если же количество монет одинаково, победитель определяется аналогично режиму "Бой без правил". Главные участники этого режима - сейф и сумка.

## Оружие
Оружие в игре подразделяется на основное и вспомогательное. Основное оружие - это пистолеты-пулеметы, штурмовые винтовки, снайперские винтовки, пулеметы. К некоторым видам оружия можно докупить подствольный гранатомет.
Вспомогательное оружие – пистолеты и дробовики. Отдельно покупаются гранаты (осколочные, свето-шумовые и дымовые) и ножи.
Поскольку классов в Operation 7 не существует, игрок может подбирать оружие в зависимости от карты, режима игры и собственных предпочтений. Купленное оружие не исчезает и остается у игрока навсегда, если пользователь не решит выкинуть его.

### Система Конструирования Оружия (С.К.О.)
Все основное оружие состоит из шести узлов - спусковая коробка, ствол, накладка цевья, приклад, прицел и магазин. Все детали имеют характеристики - точность, мобильность, диапазон, контроль и скорость перезарядки. Благодаря этой системе, на базе одного АК можно собрать несколько автоматов, которые не только различаются по характеристикам, но и предназначаются для разных целей. Игроки, не желающие тратить время на тюнинг оружия, могут покупать готовое. Запчасти можно докупать и менять в любой момент.

## Обновления
Появляется новое оружие, одежда и карты. Издатели игры в России обещали, что в локализованной версии Operation 7 будут русские карты, сделанные специально для наших серверов.
На данный момент три из них, Metro 2012, Припять и Красная площадь, уже установлены.

## ESL
С 2009 года Operation 7 является официальной дисциплиной Electronic Sports League. В рамках ESL регулярно проводятся турниры и соревнования по игре. (http://www.esl.eu/ru/operation7/ Архивная копия от 2 апреля 2010 на Wayback Machine)
| Сводный рейтинг       | Сводный рейтинг |
| Агрегатор             | Оценка          |
| --------------------- | --------------- |
| Metacritic            | 75 / 100        |
| Русскоязычные издания |                 |
| Издание               | Оценка          |
| GameGuru              | 70 / 100        |
| Stopgame              | похвально       |

## Ссылка
- Официальный русский сайт 7 Архивная копия от 13 октября 2010 на Wayback Machine (уже отключен и закрыт)
- США сервер
- Европейский сервер (общий сервер, включая Россию)
- Филиппины сервер Архивная копия от 20 июня 2010 на Wayback Machine
- Бразильский сервер
- Японский сервер
- Корейский сервер
- Латинский сервер
- Поддержка